# NGC 1672

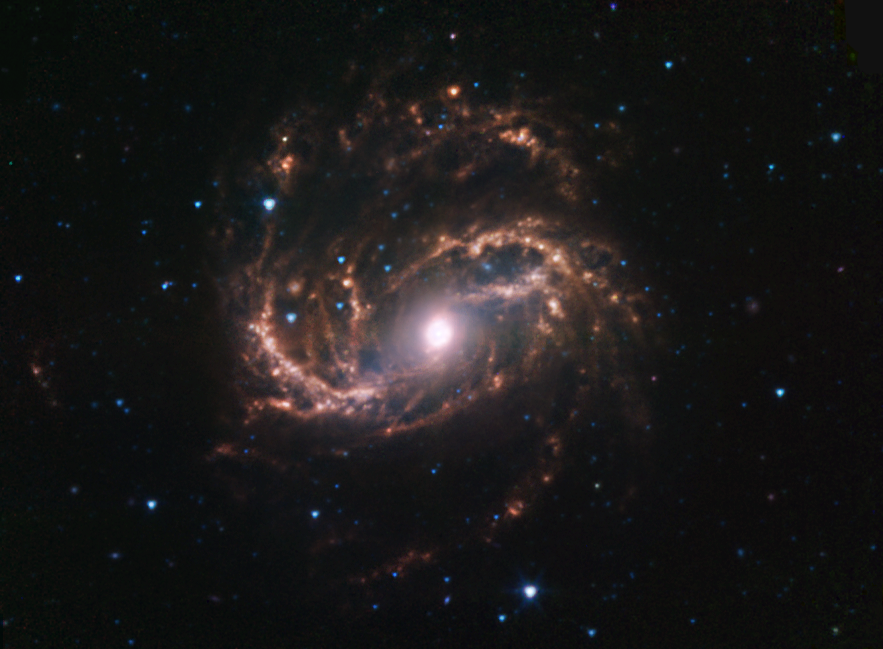
NGC 1672  (Infrarosso - Telescopio spaziale Spitzer)
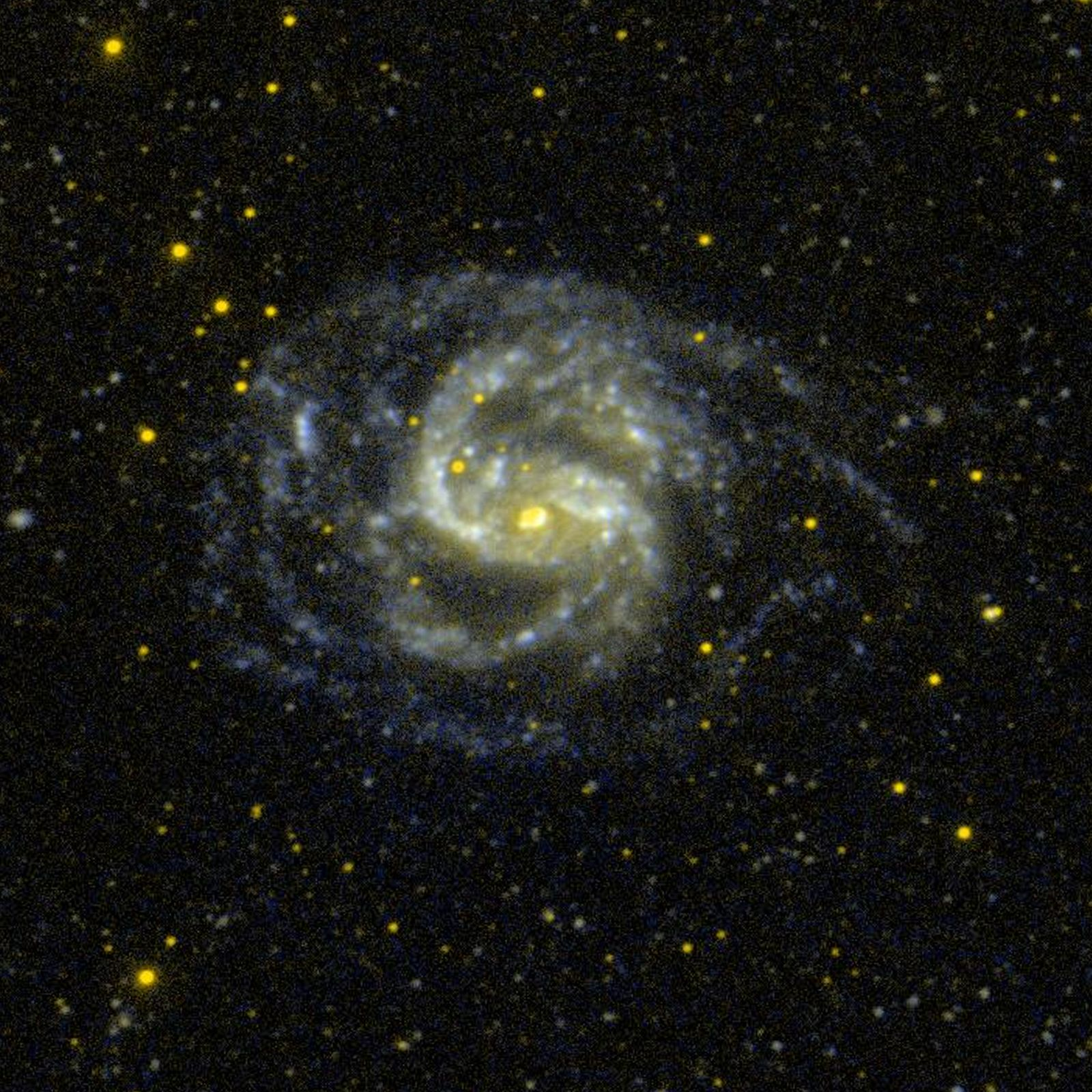
NGC 1672  (Ultravioletto - GALEX)

NGC 1672 è una galassia a spirale barrata nella costellazione del Dorado.
Si individua pochi primi a nord della stella κ Doradus; appare vista di faccia. La sua particolarità consiste nell'avere un nucleo diverso da quello delle altre galassie, che in genere sono o delle regioni HII, o dei nuclei di Seyfert, o nuclei ad emissione a bassa ionizzazione. La morfologia è quella di una galassia spirale barrata, con due bracci di spirale molto aperti e corti rispetto alla barra centrale. In questo caso appare molto simile alla galassia NGC 1300, nella costellazione dell'Eridano. Dista dalla Via Lattea circa 36 milioni di anni-luce, ed appartiene allo stesso gruppo della galassia NGC 1566.

## Gruppo di NGC 1672
NGC 1672 veniva un tempo ritenuta far parte del Gruppo del Dorado, ma l'appartenenza è stata in seguito rigettata.
Attualmente NGC 1672 viene considerata il membro più esteso e luminoso di un gruppo di galassie che porta il suo nome, il Gruppo di NGC 1672, un raggruppamento che comprende almeno 9 membri. Le altre galassie che compongono il gruppo sono NGC 1688, NGC 1703 oltre alle galassie del catalogo ESO 85-14, 85-30, 118-34, 119-16 e 158-3.
Anche il sito "Un Atlas de l'Univers" di Richard Powell menziona l'esistenza del gruppo, ma vi include solamente le galassie del New General Catalogue, a cui aggiunge però NGC 1824.